# Кипенский
Кипенский — поселок в Старожиловском районе Рязанской области. Входит в Мелекшинское сельское поселение

## География
Находится в западной части Рязанской области на расстоянии приблизительно 27 км на восток-юго-восток по прямой от районного центра поселка Старожилово на правобережье реки Проня.

## История
На карте 1850 года еще не был отмечен. До 1897 года также не был учтен,.
В 1928 г. по постановлению президиума Рязгубисполкома в Предтеченской волости Рязанского уезда образовались новые населенные пункты. Из выселок деревни Чемоданово Кораблинского района образовался поселок Кипинский (Кипенский).

## Население
Численность населения: 5 человек в 2002 году (русские 80 %), 8 в 2010.